# أندرو كالانان
أندرو كالانان (بالإنجليزية: Andrew Callanan)‏ هو لاعب كرة قدم أسترالي، ولد في 30 أغسطس 1966. لعب مع نادي بلاكتاون سيتي.

## وصلات خارجية
- أندرو كالانان على موقع قاعدة بيانات كرة القدم.إي يو (الإنجليزية)
- أندرو كالانان على موقع ناشيونال فوتبول تيمز (الإنجليزية)